# Auge um Auge (1992)
Auge um Auge ist ein deutscher Spielfilm von Mansour Ghadarkhah. Das Flüchtlingsdrama entstand 1992, wurde jedoch aufgrund von Zensur erst am 1. Oktober 1993 erstmals im Kino gezeigt.

## Handlung
Der Film beobachtet eine Flüchtlingsfamilie, die nach einer schweren Zeit von Folter und Vergewaltigung in ihrer diktatorischen Heimat Zuflucht im Asylwohnheim einer deutschen Großstadt gefunden hat.
Hadi, Mona, ihre beiden Töchter und Monas Vater versuchen, sich in das tägliche Leben einzugliedern. Doch düstere Erinnerungen an eine schlimme Vergangenheit und die Sehnsucht nach der vertrauten Heimat sowie nach Verwandten und Freunden lassen die Familie nicht zur Ruhe kommen. Durch einen beängstigenden Vorfall mit Skinheads wird das ganze Wohnheim in Unruhe versetzt.
Dann hat Hadi eine fatale Begegnung. Er glaubt, Nuri, den Folterer aus dem Gefängnis, in dem er und seine Familie gequält wurden, gesehen zu haben. Alle Vorsätze, sich und seiner Familie ein einigermaßen normales und ruhiges Leben aufzubauen und neu anzufangen, sind zerstört.

## Hintergrund
Der Regisseur Mansour Ghadarkhah war 1979, nach der Machtergreifung der Mullahs, aus dem Iran geflohen und hatte sich vier Jahre vergeblich bemüht, Fördermittel für sein sozialkritisches und realistisches Filmprojekt zu bekommen. Er inszenierte seinen Film aus der Sicht der Folteropfer und erzielt damit eine sehr beklemmende Wirkung. Zudem beschämt er alle, die Asylbewerber in der Bundesrepublik immer nur als Schmarotzer sehen wollen.
Der Film sollte ursprünglich auf der Berlinale 1992 gezeigt werden, da jedoch die Ausschreitungen und Brandanschläge von Hoyerswerda noch zu aktuell waren, wurde die Premiere des Films mit aller Kraft verhindert. Man wollte das Werk lieber ins Archiv stecken, als auf die Leinwand bringen. Regisseur und Drehbuchautor Mansour Ghadarkhah kritisierte daraufhin die Haltung vieler Vertreter der Filmbranche, die sich zwar links gäben, doch in ihren Köpfen immer noch rassistische Gedanken hätten und sich zurückhalten wenn es soziale und politische Spannungen gibt.

## Rezeption
Der Kinofilm wurde auch außerhalb Deutschlands gezeigt. 1994 nahm Auge um Auge am Filmkunstfest in Schwerin teil.

### Kritik
Die Kritiker der Fernsehzeitschrift TV Spielfilm meinten kurz und treffend: „Ungeschönt wird uns der Spiegel vorgehalten.“
Die Filmprojektseite mandacaru äußert sich zu dem Drama: „Der Film schildert in spannender Weise die Tragödie einer dieser Familien, die weder in ihrer Heimat noch hier ein ruhiges Dasein führen können. Er wirbt um Verständnis für Menschen, die in lebensbedrohlicher Not um Hilfe bitten.“
„Als Spielfilm beeindruckt ‚Auge um Auge‘ durch seine überraschenden inhaltlichen Wendungen und die psychische Realisation der Gewaltszenen. Unterdrückung und Folter – wir selber bleiben in deutender Distanz und werden dadurch zum inneren Dialog bestimmt.“